# ثيوسلفونات

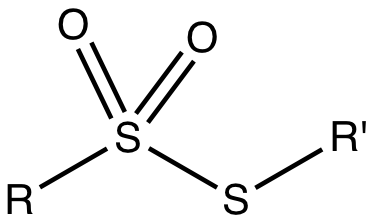
هيكل استر ثيوسلفونات.

الثيوسلفونات عبارة عن مركبات كبريت عضوي لها الصيغة RSO2SR'، تنتج استرات الثيوسلفونات عن طريق أكسدة ثاني كبريتيد أو عن طريق تفاعل أو هاليدات السلفونيل العضوية مع الثيولات. تحضر عن طريق تفاعل كلوريدات السلفونيل العضوية مع مصادر الكبريتيد.